# Margaret Fuller
Margaret Fuller (ur. 23 maja 1810 w Cambridgeport Massachusetts, zm. 19 lipca 1850 na Fire Island) – pierwsza kobieta-dziennikarka pracująca dla znaczącego tytułu prasowego (New York Tribune), bojowniczka o prawa kobiet, związana z transcendentalizmem. 

## Życiorys
Najstarsze z ośmiu dzieci prawnika i polityka Timothy'ego Fullera (1778–1835) i Margaret Crane. W wieku sześciu lat zaczęła czytać po łacinie; po zapoznaniu się z arcydziełami literatury francuskiej, włoskiej i hiszpańskiej w 1833 rozpoczęła naukę języka niemieckiego; po roku czytała niektóre z arcydzieł Goethego, Kornera, Novalisa i Schillera. Rok po śmierci ojca na cholerę wyjechała do Bostonu, gdzie pracowała jako nauczycielka języków do 1839. W 1839 opublikowała tłumaczenie Gespräche mit Goethe Johanna Petera Eckermanna, a w 1842 tłumaczenie korenspondecji między Karoline von Günderrode i Bettina von Arnim.
Była członkinią Klubu Transcendentalistów i redaktorką ich czasopisma The Dial (1840-1842). Wiele lat przyjaźniła się i korespondowała z Adamem Mickiewiczem. W 1844 zaczęła pisać jako krytyk literacki dla New York Tribune, a w krótkim czasie została korespondentką tej gazety w Europie. W 1846 wyjechała do Europy, odwiedzając Anglię, Francję, by zamieszkać we Włoszech. Tam w 1847 poślubiła włoskiego rewolucjonistę, Giovanniego Ossoli, z którym później miała syna. Opisała między innymi oblężenie Rzymu podczas walk rewolucyjnych w 1849. Wracając z walk w Europie (podczas których aktywnie uczestniczyła w organizacji pomocy rannym), 17 maja 1850 wypłynęła wraz z mężem i synem z Livorno do Stanów Zjednoczonych. Statek rozbił się podczas sztormu u brzegów Fire Island i wszyscy utonęli. Ciał nie odnaleziono.

## Twórczość
- Summer on the Lakes (1844)
- Woman in the Nineteenth Century (1845)
- Papers on Literature and Art (1846)